# Бауладу
Бауладу (итал. Bauladu) је насеље у Италији у округу Ористано, региону Сардинија.
Према процени из 2011. у насељу је живело 672 становника. Насеље се налази на надморској висини од 39 м.

## Становништво
| 1931. | 1936. | 1951. | 1961. | 1971. | 1981. | 1991. | 2001. | 2011. |
| ----- | ----- | ----- | ----- | ----- | ----- | ----- | ----- | ----- |
| 793   | 844   | 874   | 801   | 582   | 646   | 685   | 687   | 703   |